# Chamaeza turdina
Tordo-formigueiro-de-schwartz ou tovaca-turdina (Chamaeza turdina) é uma espécie de ave da família Formicariidae.
Pode ser encontrada nos seguintes países: Colômbia e Venezuela.
Os seus habitats naturais são: regiões subtropicais ou tropicais húmidas de alta altitude.